# Campionato balcanico maschile di pallacanestro 1990
Il 30º Campionato Balcanico Maschile di Pallacanestro, si è disputato a Skopje, in Jugoslavia, tra il 21 e il 25 novembre 1990.
Fu l'ultima edizione del torneo, e anche l'unica edizione dove parteciparono sei nazionali.

## Risultati
|    | Nazionale  | G | V | P | PF  | PS  | Diff. |
| -- | ---------- | - | - | - | --- | --- | ----- |
| 1. | Jugoslavia | 5 | 5 | 0 | 461 | 389 | +72   |
| 2. | Romania    | 5 | 3 | 2 | 424 | 398 | +26   |
| 3. | Bulgaria   | 5 | 3 | 2 | 391 | 378 | +13   |
| 4. | Grecia     | 5 | 2 | 3 | 383 | 427 | -44   |
| 5. | Turchia    | 5 | 2 | 3 | 370 | 388 | -18   |
| 6. | Albania    | 5 | 1 | 4 | 410 | 459 | -49   |

## Classifica finale
| -  | Paese      | Formazione |
| -- | ---------- | ---------- |
|    | Jugoslavia |            |
|    | Romania    |            |
|    | Bulgaria   |            |
| 4. | Grecia     |            |
| 5. | Turchia    |            |
| 6. | Albania    |            |